# Черепашача п'явка
Черепашача п'явка (Ozobranchus) — єдиний рід п'явок родини Черепашачі п'явки ряду Хоботні п'явки (Rhynchobdellida). Має 4 види. Види між собою сильно схожі, розрізняють їх лише за морфологією та кількістю зябр.

## Опис
Загальна довжина представників цього роду коливається від 3,5 до 22 мм. Поєднують примітивні та розвинені ознаки: мають 5-7 пар палецеподних зябр (зменшуються за розміром до задньої частини тіла), спереду є 2 світлочутливих очей. Тіло складається в основному з 2-кільцевих сомітів. Кільця не є однаковими за розміром. Є великі присоски на кожному кінці тіла. Передня присоска не відділена від тулуба. Мають 4 пари яєчок, що з'єднані з різними протоками, до зовнішнього гонопору з еверсифікованим членом, контрольованим м'язовою цибулиною. Гонопор також функціонує як ємність для сперматозоїдів з приєднанням до яєчників.
Забарвлення білувате або рожеве з темними плямами.

## Спосіб життя
Морські види. Деякі здатні переносити низькі температури. Паразитують переважно на черепах (ектопаразити). Звідси походить їх назва. Зустрічаючись у значних кількостях на черепах насамперед родини морські черепахи, завдаючи їм суттєвої шкоди, а також є носіями вірусу хвороби фібропапіломатоз. Відмічено окремі випадки на капському дельфіні. Висловлюється гіпотеза, що ці п'явки ніколи не залишають свого господаря, але це остаточно не доведено.
Є гермафродитами. Відкладають яйця в коконах на «господаря».

## Розповсюдження
Мешкають у північній частині Атлантичного океану.

## Види
- Ozobranchus branchiatus (Menzies, 1791)
- Ozobranchus jantseanus Oka, 1912
- Ozobranchus margoi (Apáthy, 1890)
- Ozobranchus polybranchus Sanjeeva Raj, 1951